# Joan Sutherland
Quý bà Joan Alston Sutherland (7 tháng 11 năm 1926-10 tháng 10 năm 2010 là một ca sĩ opera vĩ đại người Australia. Bà được xưng tụng là giọng nữ cao màu sắc vĩ đại nhất thế kỷ XX. Bà được người hâm mộ gọi với biệt hiệu: La Stupenda có nghĩa là Tuyệt diệu.

## Tiểu sử
Joan Sutherland sinh ngày 7 tháng 11 năm 1926 tại Point Piper, Sydney – Australia trong một gia đình êm ấm, hạnh phúc. Cha Sutherland là thủy thủ viễn dương, còn mẹ Sutherland - bà Muriel Alston Sutherland - là một phụ nữ dịu hiền và rất yêu thích ca hát, bà có chất giọng soprano đẹp tự nhiên. Muriel phát hiện ra giọng hát bẩm sinh của cô con gái cưng, bà truyền lại cho con những kĩ thuật căn bản của ca hát như cách lấy hơi, cách phát triển âm khu tự nhiên… Cha Sutherland đột ngột qua đời, mẹ bà đành chuyển hai chị em về quê ngoại ở Woollahra. Sutherland được gửi vào học tại trường nữ sinh của nhà thờ St Catherine tại Waverley.
Sau khi tốt nghiệp trung hoc, Sutherland vào học tại trường đào tạo thư ký, và nhanh chóng kiếm được một công việc văn phòng tại trường đại học địa phương. Tuy vậy Sutherland vẫn không từ bỏ ước mơ được ca hát, bà đăng ký tham gia vào một cuộc thi hát nhỏ cho giới nghiệp dư và giành giải nhất với phần thưởng là suất học bổng của nhạc viện Sydney. Tại đây, dưới sự hướng dẫn của hai giảng viên thanh nhạc John và Aida Dickens, Sutherland chính thức được đào tạo một cách bài bản về thanh nhạc.

## Sự nghiệp
Năm 1946, Joan Sutherland lần đầu tiên xuất hiện trên sân khấu với tư cách là thành viên trong dàn hợp xướng. Giọng hát vang to khác thường của Sutherland luôn nổi trội hơn so với cách thành viên khác, bà được mọi người khuyến khích phát triển sự nghiệp solo. Một năm sau, Sutherland được mời tham gia hát chính trong vở Dido của Purcell và sau đó là một số buổi hoà nhạc thính phòng nhỏ. Năm 1951, Sutherland lại nhận được xuất diễn chính trong vở Judith của Eugene Goossens.
Tự tin với những thành công nhỏ vừa đạt được, ngay trong năm ấy Sutherland mạnh dạn tham gia cuộc thi thanh nhạc nổi tiếng nhất của Australia, Sun Aria Competition. Giọng hát mezzo đẹp đẽ của cô gái trẻ bẽn lẽn, cao lớn đã chinh phục được những vị giám khảo khó tính, Sutherland lại tiếp tục nhận được phần thưởng là học bổng hai năm tại trường Âm nhạc hoàng gia Royal Covent Garden, London, Anh. Sutherland học tập dưới sự hướng dẫn của giảng viên kì cựu Clive Carey, ông muốn phát triển giọng hát mezzo của Sutherland thành một soprano kịch tính chuyên thể hiện Wagner. Thần tượng là Kirsten Flagstad, Sutherland đã ao ước một lần được đóng Brunhilde hay Isolde trên sân khấu.
Sutherland được học nhiều hơn về diễn xuất, và tham gia một số vai phụ tại Royal Covent Garden (RCG). Những vai diễn đầu tiên trên sân khấu opera chuyên nghiệp của Sutherland chỉ là những vai rất nhỏ như Tì nữ thứ nhất của Nữ hoàng đêm tối (Die Zauberflöte - Mozart), Nữ tư tế tối cao (Aida - Verdi), Colottilde (Norma - Bellini). Bà cũng bắt đầu thử sức ở một số vai kịch tính nhẹ như Helmwige trong Die Walküre (Wagner) và Overseer trong Elektra (R. Strauss). 
Thời gian học tập và làm việc taị RCG, Sutherland gặp lại pianist trẻ tuổi Richard Bonynge - người từng nhiều lần đệm đàn cho bà trong các buổi hoà nhạc trước đây tại quê hương. Richard nhận được một học bổng về chỉ huy cũng tại RCG, ông tỏ ra là người đặc biệt quan tâm về opera bel canto và nhiều vở opera bị lãng quên của Handel. Năm 1954, Joan Sutherland kết hôn với Richard Bonynge, hai người có với nhau một đứa con trai. Cuộc hôn nhân với Richard có những thay đổi không nhỏ trong con đường sự nghiệp ca hát của Sutherland. Với kiến thức sâu sắc về thanh nhạc, Richard quả quyết giọng hát của Sutherland là coloratura chứ không phải là dramatic. Ông đã khuyên bảo Sutherland chuyển sang nghiên cứu, luyện tập những vai coloratura trong opera bel canto và opera thời kì baroque (đặc biệt là những tác phẩm của Handel). Dưới sự hướng dẫn khoa học, tận tuỵ của Richard cùng với sự rèn luyện chăm chỉ, Sutherland dần mở rộng âm vực và kĩ thuật hát. Giờ đây, Sutherland có thể dễ dàng hát đến những note d3, e3, cùng với những kĩ xảo phức tạp của opera belcanto. Sutherland đã bắt đầu biểu diễn một số vai màu sắc tại Royal Covent Garden như Emilia di Liverpool  (Donizetti), Alcina (Handel).
Ngày 17 tháng 2 năm 1959, dưới đũa chỉ huy của nhạc trưởng Tulio Sarafin, cùng với bàn tay dàn dựng phù thủy của đạo diễn nổi tiếng Franco Zeffirelli, Joan Sutherland đã đốt cháy nhà hát danh tiếng RCG bằng những tràng vỗ tay không ngớt với vai diễn huyền thoại Lucia – sau nay đã trở thành huyền thoại trong vở Lucia di Lammemoor (Donzetti). Một giọng nữ cao màu sắc kịch tính thức sự với kĩ thuật hoàn hảo và âm sắc đẹp lạ kì đã cuốn hút toàn bộ khán giả trong nhà hát RCG. Joan Sutherland đã tự xây một tượng đài khổng lồ với Lucia. Vai diễn này không chỉ là vai diễn đinh của Joan với hàng trăm buổi biểu diễn ở khắp các nhà hát danh tiếng, mà còn là một cột mốc lớn trong sự nghiệp Joan Sutherland.

Joan Sutherland vai Lucia

Năm 1960, chỉ vài tháng sau buổi diễn Lucia đáng nhớ, Sutherland được mời cộng tác với Decca thu âm đĩa nhạc "The art of Prima Donna", album với những trích đoạn nổi tiếng viết cho giọng nữ cao màu sắc. Với cách thể hiện chau truốt, cẩn trọng, trung thành với phong cách truyền thống, Sutherland đã gợi lại thời kì hoàng kim của những Grisi, Malbiran - những prima donna nổi tiếng từ thế kỉ 19. Album được coi như một chuẩn mực đối với những giọng nữ cao màu sắc thế hệ sau và cũng là một trong những album best-seller mọi thời đại của Decca.
Cùng năm đó, Sutherland lại có một buổI biểu diễn thành công khác. Alcina – Handel – vai diễn debut trên đất Ý của Sutherland đã thực sự gây ấn tượng mạnh nhà hát La Fenice, nhà hát từng xưng tụng Maria Callas là La Divina. Những khán giả khó tính của La Fenice đã đặt cho Sutherland biệt hiệu La Stupenda (tuyệt diệu) thể hiện sự ngưỡng mộ của họ với tài năng cũng như giọng hát tuyệt vời của bà.
Với Lucia, Sutherland được đón chào ở khắp các nhà hát danh tiếng trên thế giới, từ Paris, đến La Scala hay Metropolitan. Một số người tỏ ra không hài lòng ở phong cách nhả chữ không rõ ràng cũng như lối diễn xuất hơi cứng nhắc kiểu châu Âu, nhưng không ai phủ nhận được kĩ thuật hoàn hảo cũng như âm sắc đẹp tự nhiên của Sutherland. Nhờ danh tiếng từ những buổi biểu diễn trước đó, Sutherland được dip cộng tác với nhiều nhạc trưởng nổi danh như Otto Klemperer, John Barbirolli, Vittorio Gui, Erich Kleiber, John Pritchard, Raymond Leppard, Nello Santi, Antonino Votto và rất nhiều ngôi sao opera như:Franco Corelli, Giulietta Simonato, Nicolai Ghiaurov, Fiorenza Cossotto… Hầu như tất cả họ đều ca ngợi tính tình giản dị, tài năng thiên phú, nhạc cảm xuất sắc cũng như những hiểu biết sâu sắc về nhân vật và trên hết là một phong cách làm việc hết sức chuyên nghiệp, điều mà không nhiều ngôi sao opera đương thời có được.Vị trí của Joan Sutherland trong giới biểu diễn opera hoàn toàn được khẳng định, không ai nghi ngờ ngôi vị đứng đầu của Sutherland ở những vai coloratura soprano (giống như Birgit Nilsson với những vai dramatic của Wagner và R. Strauss) trong suốt thập niên 60.
Từ năm 1963, Joan Sutherland gần như ngừng cộng tác với những nhạc trưởng khác mà chỉ thu âm và biểu diễn dưới đũa chỉ huy của chồng - nhạc trưởng Richard Bonynge. Là người hiểu biết rõ nhất về tính cách cũng như sở trường, sở đoản của Sutherland, Richard đã xây dựng danh mục biểu diễn cho vợ chủ yếu tập trung vào những vai coloratura đặc biệt là opera baroque và opera belcanto như Elvira (I Puritani - Bellini), Norma (Belini), Amina (La Sonnambula - Bellini), Beatrica di Tenda (Bellini), Violetta (La Traviata - Verdi), Lucia (Lucia di Lammermoor), Cleopatra (Julius Cesare -Handel), Alcina (Handel),  Euridice  (Haydn)…  Ngày 3 tháng 3 năm 1970, Sutherland lại làm nên một buổi biểu diễn lịch sử với Norma tại nhà hát Metropolitan, sau gần 15 năm vai diễn huyền thoại này được đóng dấu bởi Maria Callas. Đêm diễn này cũng là buổi debut của mezzo- soprano Marilyn Horne - người sau này cũng trở thành một trong những bạn diễn thân thiết nhất của Sutherland. Hầu như tất cả khán giả và những nhà phê bình đều ca ngợi kĩ thuật hát hoàn hảo cũng như khả năng thể hiện xuất thần của Sutherland. Norma là một vai khó và rất ít người vừa có thể diễn xuất vừa thể hiện những đoạn nhạc đòi hỏi kĩ thuật phức tạp của vai diễn, Sutherland không chỉ thể hiện xuất sắc Norma, bà thậm chí còn tự thêm vào nhiều đoạn biến tấu hoa mĩ một cách tinh tế, độc đáo. Sutherland cũng thú nhận đây là một trong những vai diễn yêu thích nhất của bà. Với Norma, Horne và Sutherland lại có một biệt danh mới Druid Two (Hai nữ tu sĩ), và đoạn duet giữa Adalgisa và Norma "Mira o Norma" trong màn hai của Norma trở thành một trong những tiết mục không thể thiếu trong nhiều buổi hoà nhạc chung sau này của hai người.
Năm 1976, Joan Sutherland cùng với Richard Bonynge quyết định dựng lại một vở opera ít được biết đến của Massenet –Esclarmonde tại nhà hát Metropolitan. Esclarmonde là một vai đòi hỏi kĩ thuật cao về thanh nhạc, với tầm cữ âm rất cao, Massenet viết tặng riêng cho Sybil Sanderson – coloratura soprano người Mỹ nổi tiếng với âm vực 3 quãng 8, tuy nhiên sau này đã rất nhiều soprano từ chối nhận vai diễn quá khó này. Sutherland nghiên cứu vai diễn rất cẩn thận và kĩ lưỡng, và không ngoài dự đoán, Esclamonde lại mang lại một chiến công mới cho Sutherland. Ngoài 50 tuổi, Sutherland vẫn giữ được những note e3 chắc nịch, sáng chói, với những chùm note hoa mĩ đẹp long lanh, và đặc biệt là kĩ thuật trills (rung láy) đỉnh cao, Esclarmonde ưu ái nhận được nhiều lời khen ngợi từ các nhà phê bình và sự hoan hô nồng nhiệt của khán giả. Vở opera sau dó cũng được thu âm và được đánh giá là bản thu âm Esclarmonde hay nhất mọi thời đại. Cùng Esclamonde, Sutherland cũng thu âm thành công hàng loạt tác phẩm khác trong thời kì này như Lakme - Delibes, Adriana Lecouvreur - Cilea, Norma - Bellini, Les Contes d'Hoffman - Offenbach (hát cả bốn vai nữ chính), Lucrezia Borgia - Donizetti...
Mặc dù có giọng hát dày, khoẻ, vang lớn, Sutherland rất ít khi biểu diễn những vai kịch tính, bà chỉ duy nhất một lần thu âm Turandot - Puccini (1972) và biểu diễn một số trích đoạn nhỏ các vai spinto và kích tính (Tosca, Isolde...). Việc giữ gìn cẩn thận giọng hát, khiến Sutherland có một sự nghiệp dài hiếm có trong giới opera, đến năm ngoài 60 tuổi, bà vẫn giữ được phong độ tốt về kĩ thuật cũng như vẻ đẹp về giọng hát. Không ít những buổi biểu diễn ấn tượng, những bản thu tuyệt vời nổi tiếng được thực hiện trong thời kì này, đặc biệt tại nhà hát Opera Sydney - thành phố quê hương bà.
Năm 1990, Joan Sutherland quyết định từ giã sân khấu opera bằng một buổi biểu diễn đặc biệt tại Royal Covent Garden – nhà hát gắn liền với tên tuổi và sự nghiệp của Sutherland. Bà cùng với Marilyn Horne và Luciano Pavarotti xuất hiện trong vai trò những khách mời đặc biệt biểu diễn ở màn 2 vở operatta Die Fledermaus - J. Strauss. Sutherland thể hiện ca khúc cuối cùng "Home Sweet home" (H.Bishop) - một trong những tiết mục được yêu thích nhất của Sutherland trong các buổi diễn recital nhỏ.
Khi đã về hưu, Sutherland là thành viên thường trực của hội đồng giám khảo của cuộc thi thanh nhạc danh tiếng: "BBC Cardiff Singer of the World", và nhiều cuộc thi thanh nhạc khác. Bà cùng với Marilyn Horne cũng tham gia giảng dạy các khoá học Master class tại nhiều nhạc viện và trường nghệ thuật nổi tiếng trên khắp thế giới.

## Tính cách
Không chỉ là phụ nữ tài năng, hoà nhã và nghiêm túc trong công việc, Sutherland còn được biết đến như một người có khiếu hài hước. Ngay trong thời kì hoàng kim, Sutherland tham gia đóng khá nhiều opera buffa, operetta. Ở những vai này, bà cũng đều những xử lí cá nhân rất đặc trưng về diễn xuất cũng như kĩ thuật thanh nhạc. Những vai diễn như Marie (La fille du régiment –Donizetti), Anna Glavari (The Merry widow – Lehár), Rosalinde (Die Fledermaus – J. Strauss)… luôn là những vai diễn được yêu thích nhất của Sutherland. Khi được hỏi, liệu có bao giờ bà thể hiện chúng với phong cách chuẩn mực không, Sutherland hóm hỉnh trả lời: "Có, nếu với một khẩu súng kề sát trên đầu tôi".

Sutherland and Pavarotti

Sutherland luôn được bạn diễn, đồng nghiệp nể trọng, quý mến. Bà luôn cư xử đúng mực và tôn trọng bạn diễn dù là những người đóng vai phụ hay những người ít tiếng tăm hơn trong giới. Sutherland còn giúp đỡ, chỉ bảo nhiều giọng ca trẻ xuất sắc mà sau đó không ít người trở thành những ca sĩ opera nổi tiếng như Luciano Pavarotti, Jerry Hadley... Chính Pavarotti từng thú nhận: "Tôi vẫn còn nhớ rõ ràng những ngày đầu sự nghiệp của tôi, bà (Sutherland) đã mời tôi đến Australia cùng cộng tác. Tôi đã học được rất nhiều điều từ người phụ nữ đặc biệt, người ca sĩ tài năng này về giọng hát cũng như về kĩ năng sân khấu. Dường như đối với tôi, khi chúng tôi bên nhau trên sân khấu, đó là những phút giây tôi thực sự cảm thấy dễ chịu nhất". Những đêm diễn với sự tham gia của Pavarotti và Sutherland luôn đảm bảo nhà hát kín sạch chỗ. Pavarotti trở thành tenor ăn ý nhất với Sutherland. Dù sau này nổi tiếng và có con đường sự nghiệp riêng, nhưng Pavarotti vẫn tham gia nhiều buổi hoà nhạc cùng Sutherland và Horne. Họ trở thành một trong những bộ ba nổi tiếng nhất trên sân khấu opera.
Thập niên 70, trên thế giới cũng xuất hiện một ngôi sao opera mới – coloratura soprano người Mỹ kém Sutherland 3 tuổi Beverly Sills. Những so sánh và đặc biệt là sự cạnh tranh giữa những người hâm mộ hai soprano tài năng này lại xảy ra tương tự như giữa Callas với Tebaldi ngày nào. Tuy nhiên cả Sills và Sutherland vẫn luôn cư xử lịch sự, thân thiện và có những nhận xét tốt đẹp về nhau. Khi được nghe Sutherland thể hiện "Mad scene" (màn điên) trong Lucia di Lammermoor, Sills đã nói: "Joan và tôi như những trái táo và những trái cam trên bàn tiệc opera, chúng tôi như Piccasso và Monet. Joan thì tìm mọi cách để tạo ra những âm thanh đẹp đẽ nhất, còn tôi thì khước từ chúng đế tìm đến vẻ đẹp trong ngôn từ và lời thoại". Cả hai người đều khẳng định mỗi người có một thế mạnh, sở trường riêng, và việc so sánh giữa họ là hoàn toàn không đáng có

## Đánh giá
Nếu nói về vẻ đẹp thuần túy của âm thanh giọng hát, Sutherland là một tượng đài không ai có thể phủ nhận. Dù có những điểm thiếu sót về cách nhả chữ thiếu rõ ràng hay về lối diễn xuất, song vẻ đẹp âm thanh mà bà tạo ra là kì diệu tuyệt đối. Không ai có thể phủ nhận vị trí đặc biệt của bà trong lịch sử opera thế kỉ 20. Callas đã thốt lên rằng: "Cô ấy đã vất bỏ sự nghiệp của tôi lại phía sau 100 năm"

## Qua đời

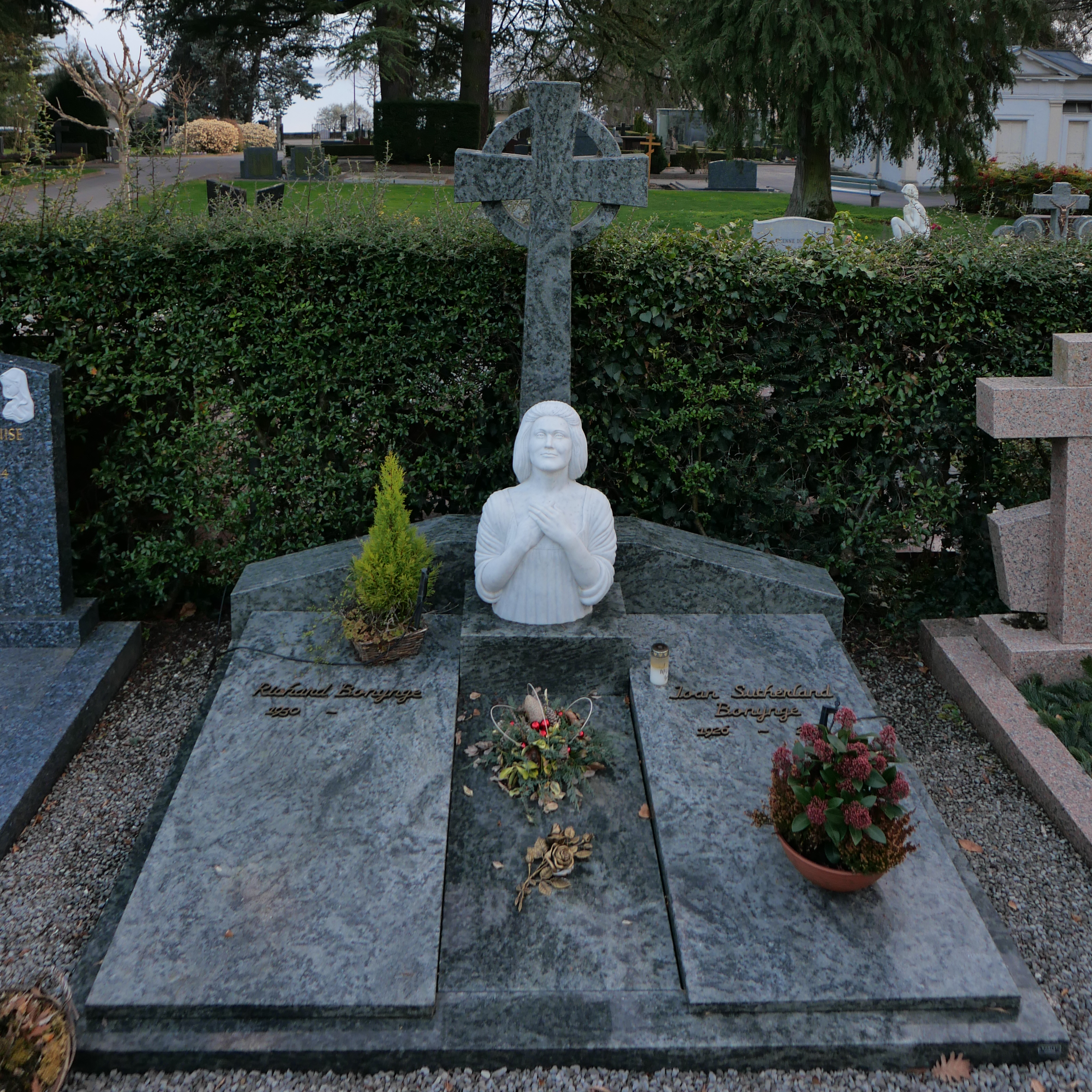
Ngôi mộ vào năm 2024.

Bà  mất tại Geneva - Thụy Sĩ vào ngày 10-10-2010
Sutherland được chôn cất tại nghĩa trang Clarens VD. Bên cạnh mộ cô là nơi an nghỉ cuối cùng trong tương lai của người góa vợ

## Vinh danh
Trong suốt sự nghiệp của mình, Sutherland được trao tặng nhiều giải thưởng, danh hiệu cao quí. Năm 1961 bà là người phụ nữ đầu tiên nhận được danh hiệu Australian of the Year (Người Australia của năm). Năm 1975 nhận giải thưởng Companion of the Order of Australia. Giao thừa năm 1979, Sutherland được nữ hoàng Anh phong tước hiệu Quý bà. Năm 1991, Sutherland là một trong những nghệ sỹ hiếm hoi được trao tặng danh hiệu Order of Merit,  danh hiệu cao quí nhất của Anh, rất hiếm khi được trao cho người hoạt động trong lĩnh vực âm nhạc, nghệ thuật.